# Oreopanax nubigenus
Oreopanax nubigenus là một loài thực vật có hoa trong Họ Cuồng cuồng. Loài này được Standl. mô tả khoa học đầu tiên năm 1927.